# Phacelia utahensis
Phacelia utahensis är en strävbladig växtart som beskrevs av J. W. Voss. Phacelia utahensis ingår i Faceliasläktet som ingår i familjen strävbladiga växter. Inga underarter finns listade i Catalogue of Life.